# Camilo Torres Martínez
Camilo Torres Martínez (Chocó, 30 de octubre de 1975) alias "Fritanga", es un criminal, paramilitar y narcotraficante colombiano. Miembro de la banda criminal "Clan del Golfo"; y de las Autodefensas Unidas de Colombia (AUC). 
Torres Martínez fue capturado en el 2012 por la Policía Nacional de Colombia y extraditado en 2013 a los Estados Unidos bajo cargos de narcotráfico y lavado de activos.

## Biografía
A inicios de la década de 1990, la madre de Torres se trasladó de Medellín a la ciudad de Valledupar en busca de fortuna. Se estableció en el sector de la carrera 10 con 19B del barrio Gaitán, donde montó un restaurante de desayunos con platos típicos caribeños, el cual se volvió famoso por sus chicharrones con yuca. Los meseros eran sus hijos, incluyendo el joven de entonces 15 años de edad Camilo Torres, a quien la clientela apodó "Fritanga".
Torres Martínez fue miembro de la agrupación paramilitar Autodefensas Unidas de Colombia (AUC) junto con su primo Jhon Fredy Manco; alias ‘El Indio’, y el polémico empresario Felipe Sierra.
Después de la desmovilización de las AUC, Torres se negó a formar parte de este proceso y pasó a integrar la organización criminal de "Los Urabeños", liderada entonces por Daniel Rendón Herrera, alias ‘Don Mario’.

### Captura en 2008
En el 2008, Torres fue mencionado en la Corte Suprema de Justicia durante el juicio que se adelantó contra del exdirector de fiscalías de Medellín, Guillermo León Valencia por beneficiar a varios integrantes de ‘Los Urabeños’, para que lograran evadir a la justicia. Debido a esto, alias 'Fritanga' fue capturado tiempo después junto a John Freddy Manco Torres, alias ‘El Indio’ y Felipe Sierra, bajo cargos de narcotráfico y conformación de grupos al margen de la ley, sin embargo el juez del caso, tras considerar un habeas corpus, determinó que se les había violado el debido y proceso y los dejó en libertad. El Tribunal Superior de Bogotá luego condenó al juez a 120 meses de prisión por haber considerado el habeas corpus.

### Lista Clinton
En el 2010, Torres fue incluido por Estados Unidos en la llamada Lista Clinton por tráfico de drogas y lavado de activos.

### Captura en 2012
Torres Martínez fue capturado en la madrugada del 2 de julio de 2012 en un exclusivo hotel de la Isla Múcura, en inmediaciones de Cartagena, Colombia; donde celebraba su matrimonio con la modelo Diana Lucía Salazar; alias 'La Paisa', con una costosa fiesta de más de un millón de dólares programada para ocho (8) días, de los cuales alcanzaron a celebrar seis (6) antes de la captura de Fritanga. En la fiesta estaban invitadas unas 200 personas, incluyendo algunas celebridades de la farándula colombiana (entre actores, actrices, presentadores de televisión y modelos) y agentes de policía estadounidenses, lo que demostraba su poder de penetración en las esferas públicas nacionales e internacionales. En cada día de la fiesta se presentaron artistas famosos como los colombianos Silvestre Dangond y Jean Carlos Centeno del género vallenato, y extranjeros como los puertorriqueños Arcángel, Mr. Brown, Ñejo & Dálmata, Jowell & Randy y Mortal Kombat, del género urbano o reguetón.
A la policía y estamentos judiciales se les había hecho dificultado capturar a Torres Martínez debido a que en la base de datos de la Registraduría Nacional del Estado Civil aparecía que Torres había fallecido el 2 de diciembre de 2010.
Tras la captura, Torres Martínez fue judicializado y enviado a la cárcel La Picota de Bogotá. Por motivos de seguridad fue trasladado y recluido en la Cárcel de Máxima y Mediana Seguridad de Palogordo en Girón, Santander; y luego trasladado a la Cárcel de Máxima y Mediana Seguridad de Valledupar, Cesar.
Según las autoridades colombianas, alias “Fritanga” estaba asociado directamente con Henry de Jesús López, alias “"Mi Sangre", otro de los jefes de la banda criminal Los Urabeños.
Por el caso de la falsificación de su muerte ante la Registraduría, la Fiscalía General de la Nación acusó e imputó cargos de "Falsedad en documento y Fraude procesal" al médico Augusto Gallego, al expedir una falsa acta de defunción de Torres. A Torres también le imputaron cargos de falsificación y fraude procesal. El acta de defunción fue expedida por Miriam Suárez, encargada en ese momento de la Notaria 17 de Bogotá, por lo que la Superintendencia de Notariado y Registro ordenó investigar a la funcionaria.
Durante su reclusión en la cárcel de Valledupar, Torres habría amenazado a los guardianes del INPEC por haberle incautado un teléfono celular en su poder, algo que es considerado material de contrabando.

### Extradición
Torres Martínez fue extraditado a los Estados Unidos el 25 de abril de 2013 donde tenía requerimientos ante la justicia estadounidense por el envío de varios cargamentos de droga a ese país, a Nicaragua, Honduras, México y Panamá. Torres Martínez abordó un avión de la DEA desde la base aérea militar de CATAM, tras haber sido autorizada su extradición por el presidente Juan Manuel Santos, el 4 de marzo del mismo año.
Actualmente esta recluido en una cárcel de Tampa, Florida.

### Juicio
El 26 de septiembre de 2013, Torres se declaró culpable ante una corte de Florida por el envío de drogas, mediante lanchas rápidas y embarcaciones de pesca, desde las costas del Caribe colombiano hasta Honduras, y de Honduras con destino a Estados Unidos. Torres reconoció que coordinó el envío de drogas a partir de 2001. Dos de los cargamentos enviados por Torres fueron incautados por la Guardia Costera de Estados Unidos en el mar Caribe; en noviembre de 2004 y julio de 2005, que totalizaron casi 5 toneladas.

### Captura de testaferros
En abril de 2015, las autoridades colombianas capturaron en Rionegro, Antioquia a Óscar Ernesto Eljach Gamboa, quien habría legalizado más de $10 mil millones de pesos a favor de Torres y de Miguel Ángel Pérez Córdoba, alias "Kiko".